# Vụ Đài

Vị trí tại Bình Đông

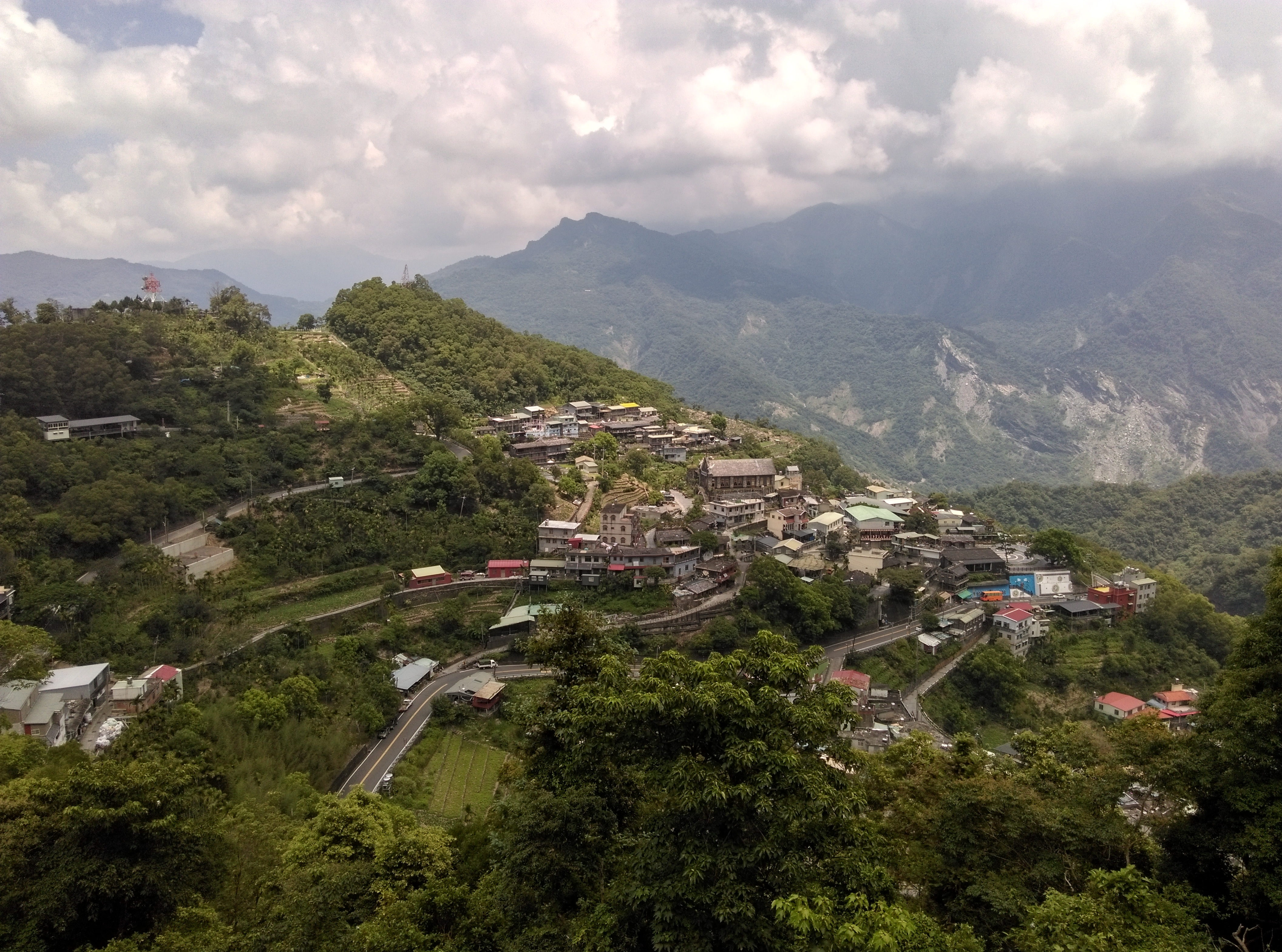
Vụ Đài

Vụ Đài (tiếng Trung: 霧臺鄉; bính âm: Wùtái Xiāng) là một hương (xã) của huyện Bình Đông, tỉnh Đài Loan, Trung Hoa Dân Quốc (Đài Loan). Hương nằm trên dãy núi Trung ương và có độ cao lớn, trên 1000 mét so với mực nước biển. Đất canh tác trong hương rất ít và chủ yếu được sử dụng để làm nông nghiệp. Tổng diện tích của Vụ Đài là 278,7960 km², dân số vào tháng 8 năm 2011 là 2.965 người thuộc 995 hộ gia đình, mật độ cư trú đạt 10,6 người/km².